# Fariborz Raisdana
Fariborz Raisdana (en persan : فریبرز رئیس‌دانا), né le 19 janvier 1945 et mort le 16 mars 2020, est un économiste iranien, socialiste, activiste, professeur et membre de l'Association des écrivains iraniens.

## Biographie
Il est l'auteur de nombreux articles et livres, dont Économie appliquée du développement, Argent et inflation, Économie politique du développement et mondialisation. Raisdana est diplômé de la London School of Economics.
Fariborz Raisdana est arrêté le 21 mars 2012 à Téhéran après avoir critiqué, en décembre 2010, le plan de réforme des subventions iraniennes dans une interview à la BBC Persian et condamné à une peine d'un an à la prison d'Evin, pour une série d'accusations, dont « appartenance à l'Association des écrivains, préparation d'annonces séditieuses contre le régime, réalisation d'interviews avec la BBC et Voice of America et accusation contre la République islamique d'avoir maltraité des prisonniers et d'avoir organisé des parodies de procès ». La Middle East Economic Association (en) critique son arrestation,.
Fariborz Raisdana meurt le 16 mars 2020 en raison de complications liées à la COVID-19 à l'hôpital de Tehranpars. Il était à l'hôpital depuis six jours.